# Birdwingo
Birdwingo je česko-slovenská online investiční platforma pro investování do akcií a pasivně řízených burzovně obchodovaných fondů (ETF). Birdwingo založili bratři Andrej a Adam Hanovi. Společnost je regulována a licencována Národní bankou Slovenska a americkým regulátorem FINRA.

## Historie
Společnost založili slovenští bratři Andrej Hano a Adam Hano v roce 2021. V srpnu 2021 získalo Birdwingo investici ve výši 11 mil. Kč od fondu Bienville Capital se sídlem v New Yorku. V roce 2024 obdrželo od skupiny investorů investici ve výši 1,2 mil. EUR. V roce 2024 bylo na této platformě registrováno přes 26 tisíc uživatelů.

## Popis
Minimální výše investice je 25 Kč. Birdwingo je založeno na individuálním výběru investice do akcií či burzovně obchodovaných fondů (ETF). Součástí je systém robo-advisory, kdy je uživatelům na základě otázek pomocí technologického systému vyhodnoceno a doporučeno vhodné individuální portfolio. Platforma obsahuje Akademii, která vysvětluje základy investování.
Birdwingo na rozdíl od konkurenčních investičních platforem nenabízí webové rozhraní a je založené pouze na mobilní aplikaci. Birdwingo nenabízí investice do českých akcií a neumožňuje short-selling ani nákup finančních derivátů.